# Halo: Spartan Assault
Halo: Spartan Assault è un videogioco sparatutto in visuale isometrica del 2013, sviluppato da 343 Industries e Vanguard Games e pubblicato da Microsoft Game Studios per Microsoft Windows e iOS e, in seguito, Xbox One, Xbox 360 e Steam. Si tratta di uno spin-off della fortunata serie di videogiochi Halo, e cronologicamente si colloca nello spazio temporale che trascorre tra gli eventi di Halo 3 e Halo 4.
I giocatori controllano i soldati umani Sarah Palmer ed Edward Davis mentre combattono un'inedita fazione scissionista dell'alleanza di razze aliene nota con il nome di Covenant. Il gioco venne lanciato con 25 missioni eseguibili in giocatore singolo, ma una sezione aggiuntiva della campagna fu poi pubblicata come contenuto scaricabile. Le versioni per console supportano anche un'esclusiva modalità giocabile in cooperativa, l'orda.
Dopo anni in cui si susseguirono voci o cancellazioni di progetti non ideati per Xbox e relativi al mondo di Halo, Spartan Assault fu il primo gioco realizzato su cellulare del franchise. Gli sviluppatori dedicarono diversi mesi nel tentativo di adattare gli elementi distintivi dell'universo fantascientifico in esame a un gioco touch screen i cui livelli si svolgessero in un breve arco temporale. Il gioco ha fatto registrare delle recensioni contrastanti al momento della messa i commercio. Mentre i critici hanno elogiato il prodotto per la sua grande capacità di replicare l'estetica di Halo, le versioni ideate per cellulare hanno ricevuto punteggi medi inferiori. Dopo Spartan Assault, nel 2015, vide la luce un sequel intitolato Spartan Strike.

## Trama
Halo: Spartan Assault si svolge nel XXVI secolo, a cavallo tra gli eventi avvenuti in Halo 3 e quelli successivi di Halo 4. In seguito a quanto accaduto in Halo 3, il Comando Spaziale delle Nazioni Unite (UNSC) e la razza aliena degli Élite (Sangheili) hanno firmato un cessate il fuoco per porre fine a una guerra decennale. Il gameplay segue la prospettiva dei supersoldati di classe Spartan Sarah Palmer o Edward Davis. Gli eventi avvengono con particolare riferimento ai cadetti militari umani come protagonisti, rivivendo gli eventi all'interno di una simulazione di battaglia.
Gli spartani Palmer e Davis sono di stanza sul pianeta Draetheus V, quando questo viene attaccato da un gruppo scissionista dei Covenant che ignora il cessate il fuoco in vigore. Palmer e Davis entrano in azione per respingere gli invasori, guidati da Merg Vol, i quali scoprono che la luna di Draetheus è in realtà un'arma costruita da un'antica civiltà ormai scomparsa e nota come Precursori. Merg Vol attiva l'arma, facendo a pezzi Draetheus e dando luogo a un'evacuazione. Lo Spartan Davis si sacrifica per lasciare alle forze umane sopravvissute abbastanza tempo per fuggire. La Spartan Palmer rintraccia Merg Vol, lo uccide, sabota l'arma dei Precursori e scappa dalla luna.
Nella campagna dell'Operazione Hydra, Sarah Palmer torna su X50 alla ricerca di un misterioso segnale. La soldatessa scopre che il segnale è in realtà un segnale di soccorso dello Spartan Davis. Palmer raggiunge il nucleo di X50, ma trova Davis morto; la luna sta sfruttando i suoi resti per creare un dispositivo sconosciuto, che Palmer estrae allo scopo di studiarlo.

## Modalità di gioco
Halo: Spartan Assault è uno sparatutto in cui i giocatori sperimentano il gameplay da una visuale isometrica. I giocatori assumono il ruolo di supersoldati umani che combattono contro una fazione scissionista di un'alleanza aliena nota come Covenant. Il metodo di controllo per il gioco dipende dal dispositivo con cui si riproduce il prodotto. Nei dispositivi mobili touch screen, i giocatori controllano il personaggio tramite un joystick virtuale: la levetta sinistra controlla il movimento, quella destra controlla la direzione del fuoco del personaggio, cosi come i pulsanti lungo il bordo dello schermo. Su Xbox 360 e Xbox One, i giocatori utilizzano un gamepad fisico, mentre gli utenti Windows impiegano un gamepad o la tastiera e il mouse. Al fine di rendere meno gravoso il compito, molte armi mirano automaticamente i nemici nella direzione in cui il giocatore sta sparando.
La modalità campagna del gioco è suddivisa in capitoli, quindi ulteriormente suddivisa in missioni individuali. Al fine di rendere più immersiva l'esperienza di gioco, il prodotto presenta armi e veicoli già noti agli appassionati della serie. Inoltre, giocare a Halo: Spartan Assault consente al giocatore di guadagnare esperienza, così come punti e contenuti conseguibili in Halo 4. Il completamento delle missioni o la rotazione delle sfide settimanali assegna crediti che possono essere utilizzati per acquistare potenziamenti o armi diverse per ogni missione. Anziché spendere dei crediti per i potenziamenti, i giocatori possono impiegare della valuta reale e accelerare i progressi conseguiti.
Le versioni Xbox 360 e Xbox One del gioco presentano una modalità cooperativa supplementare, progettata per essere diversa da quella della campagna principale. I due giocatori collaborano per sopravvivere contro ondate di nemici Flood in cinque diversi livelli. La modalità di gioco presenta nuove abilità e armi utilizzabili dagli Spartan. Le versioni Windows Phone e PC Windows supportano il crossplay, circostanza che consente ai giocatori di avviare le missioni su un dispositivo e riprenderle su un altro.

## Sviluppo
Nel corso degli anni, si susseguirono diverse voci sulla possibilità che venisse realizzata una versione per console portatile o cellulare di Halo per Game Boy Advance, Gizmondo, Ultra-Mobile PC, e Nintendo DS. Alla fine, l'azienda sviluppatrice di Halo, la Bungie, dissipò le speculazioni informando che stavano pensando di sviluppare un titolo Xbox Live Arcade nel 2006. Quando la 343 Industries, responsabile della serie dopo l'abbandono del timone da parte della Bungie, si disse interessata allo sviluppo di un gioco per dispositivi mobili, il direttore dello sviluppo del franchising Frank O'Connor si espose a favore di uno sparatutto arcade, poiché da anni immaginava un gioco Halo realizzato sulla scia di Moon Patrol. Apprezzando l'idea, la 343 Industries prese contatti con la Vanguard Games, che in precedenza aveva curato due sparatutto in visuale isometrica, per svilupparla. Durante le fasi di sviluppo, al gioco fu assegnato il nome in codice Bootcamp.
Dan Ayoub, produttore esecutivo di 343 Industries, descrisse come la parte più difficile nell'adattamento di Halo a un dispositivo portatile passasse proprio per la trasposizione e la fruibilità. O'Connor affermò a tal proposito: «Se avessimo optato per uno sparatutto in prima persona, avremmo potuto sì ultimare qualcosa di avvincente, ma non sarebbe stato godibile allo stesso modo di un tradizionale capitolo della saga di Halo». Mentre si concentravano sull'ottimizzazione dei controlli touch, gli sviluppatori volevano assicurarsi che gli elementi che rendevano distintivo Halo, ovvero le armi disponibili, le abilità e l'aspetto, non subissero dei mutamenti. Il doversi adattare ai lavori per dispositivi mobili comportava altresì la necessità di abbandonare la tradizionale realizzazione di lunghi livelli e sostituirli con brevi sequenze di gioco. Nel complesso, si testarono più di quindici variazioni di controllo. I creatori progettarono controlli adattivi che si muovono sullo schermo per adattarsi allo spostamento delle mani del giocatore sullo schermo e ridurre la difficoltà nel compiere determinate azioni. Per la versione su console di Spartan Assault, gli sviluppatori trassero spunto dalle recensioni già redatte dagli utenti per ottimizzare ulteriormente i controlli e regolare il sistema di bilanciamento e del punteggio.

## Colonna sonora
Tom Salta si preoccupò di curare la colonna sonora di Spartan Assault. Si trattò della prima volta in cui quest'ultimo dovette trarre ispirazione per il suo progetto rifacendosi al lavoro di altri compositori, nello specifico Martin O'Donnell e Michael Salvatori; Salta definì il soundtrack originale di Combat Evolved un «terreno sacro per me». Prima di Spartan Assault, Salta faceva parte del gruppo che aveva riorchestrato e registrato la musica di Halo: Combat Evolved Anniversary. Poiché il gioco era stato pensato per dispositivi mobili, Salta e i suoi collaboratori lavorarono per assicurarsi che la qualità audio fosse elevata su piccoli altoparlanti mobili, nonché tramite cuffie o hardware di fascia alta. Poiché vi era a disposizione un budget limitato per i brani, Salta selezionò con cura quali suoni e strumenti avrebbe registrato dal vivo. Salta iniziò dunque a comporre su un pianoforte e si avvalse del software di montaggio Logic.

## Distribuzione
Spartan Assault fu annunciato nel giugno 2013 al Comic-Con di San Diego, in California. La messa in commercio avvenne in Nord America ed Europa, rispettivamente, il 18 e 19 luglio. Negli Stati Uniti, il gioco era inizialmente limitato ai dispostivi Verizon prima di sbarcare ad agosto su tutti i dispositivi abilitati per Windows 8. L'uscita del gioco coincise con la messa in commercio di una serie a fumetti, Halo: Initiation, che descriveva in dettaglio il percorso di Palmer per diventare una Spartan.
Una versione Xbox One del gioco, con risoluzione 1080p e 60 fotogrammi al secondo, andò pubblicata il 24 dicembre; la versione quella per Xbox 360 fu invece posticipata e annunciata il 31 gennaio 2014. Gli utenti che avevano già acquistato la versione mobile ricevettero uno sconto sul prezzo della console. Reperibile su Steam dal 4 aprile, si trattò del primo prodotto della serie ad essere distribuito sulla piattaforma. Si trattava un titolo gratuito per gli abbonati a Xbox Live come parte dei "Games with Gold" nel giugno 2014. Il 16 aprile 2015 il gioco divenne disponibile anche su iOS.
In data 29 agosto, venne annunciata l'operazione Hydra, ovvero un aggiornamento gratuito del gioco che comprendeva nuove missioni e obiettivi, la possibilità di acquistare determinate armi potenziate con XP anziché valuta reale e il supporto per il controller Xbox 360. Una versione demo del gioco, la quale includeva un tutorial e una singola missione, vide la luce il 30 agosto. L'aggiornamento aggiunse altresì la compatibilità per l'hardware di Windows Phone con 512 MB di RAM e consentiva l'utilizzo di un gamepad Xbox su computer Windows.

## Accoglienza
| Testata       | Versione             | Giudizio             |
| ------------- | -------------------- | -------------------- |
| Metacritic    | PC Xbox One Xbox 360 | 70/100 53/100 51/100 |
| Destructoid   | -                    | 7/10                 |
| Eurogamer     | -                    | 7/10                 |
| Game Informer | -                    | 8.25/10              |
| Gamespot      | -                    | 6/10                 |
| IGN           | -                    | 6.7/10               |
| PCGamesN      | -                    | 4/10                 |
| PC Gamer      | -                    | 58/100               |
| Pocket Gamer  | -                    | 9/10                 |

Spartan Assault ha ricevuto recensioni contrastanti al momento della messa in commercio. La versione per PC ha fatto registrare una valutazione aggregata ponderata di 70/100 su Metacritic, con le versioni Xbox 360 e Xbox One che hanno punteggi inferiori e rispettivamente pari a 51 e 53. Alcuni critici, tra cui Harry Slater di Pocket Gamer e Chris Carter di Destructoid, hanno fatto notare che, mentre Spartan Assault non avrebbe rappresentato una killer app per Windows 8, il prodotto preservava comunque un suo fascino sulla piattaforma. Russell Holly di Geek.com ha ritenuto che il gioco una pietra miliare nei videogame per dispositivi mobili, con la Microsoft che ha prodotto un'esperienza di alta qualità di una saga già collaudata. La rivista statunitense Digital Trends considerò la versione mobile soddisfacente, ma ha giudicato gli adattamenti per console insoddisfacenti. Tra le opinioni meno favorevoli si segnalano le recensioni di PC Gamer e X-One, che hanno bollato il lavoro alla stregua di una delusione.
I revisori hanno elogiato l'opera per il modo in cui gli aspetti essenziali di Halo sono stati trasposti. Kyle Hillard, per conto di Game Informer, ha definito Spartan Assault «un vero gioco della serie di Halo, anche se la portata e le dimensioni tipiche della serie risultano ridotte», con i richiami principali che riguardavano la colonna sonora, le razze dei nemici e gli effetti sonori. Christ Carter di Destructoid ha applaudito il videogame per aver adattato con successo la formula di Halo basata su armi, granate e colpi corpo a corpo in uno sparatutto in terza persona. In confronto, Philip Kollar di Polygon ha definito i richiami «labili», poiché Spartan Assault non conteneva nessuno degli «elementi o delle caratteristiche basilari di Halo». Dan Stapleton di IGN ha considerato il sottotraccia di Halo l'attrattiva principale del gioco, poiché senza di essa Spartan Assault sarebbe soltanto un altro sparatutto dai comandi sì funzionali e validi ma senza sostanza. Le missioni cooperative per console sono state considerate uno degli aspetti di punta del lavoro; GameSpot e Polygon hanno sottolineato come la modalità cooperativa richiedeva tattiche diverse rispetto alla campagna normale.
Le opinioni non sono state univoche sul sistema dei comandi. Simon Miller di VideoGamer ha trovato eccellenti quelli per quando ci si muove a piedi, malgrado nelle sequenze dei filmati si era rivelato difficile gestire il tutto su PC e ancora più arduo su dispositivo mobile. Tom Warren di The Verge ha impiegato toni molto sprezzanti verso i controlli touch, definendoli «imbarazzanti». Stapleton ha consigliato di utilizzare una tastiera e un mouse, se possibile, un'opinione ripercorsa da Hillard, che ha ritenuto che i controlli touch si rivelassero sempre meno convincenti con l'aumento della difficoltà del gioco. L'impossibilità di potersi avvalere sin dal momento del lancio del controller non è stata ben accolta. Eric Ford di TouchArcade ha ritenuto che i comandi fossero utili una volta che i giocatori si fossero abituati alla loro sensibilità.
Le microtransazioni su Spartan Assault hanno rappresentato un altro tallone d'Achille per i revisori. Benché alcuni, a cui si è adeguato Christ Carter, ritenessero che le microtransazioni avessero un impatto trascurabile e non incidevano sulla godibilità del gioco, Hillard ha sottolineato come «è difficile non pensare a una parte importante del videogame che sembra sia stata pensata per giungere sul prodotto in un momento successivo al lancio». Kollar considerava gli aggiornamenti richiesti per completare i livelli con un punteggio elevato «speculativi e non necessari» in un prodotto a pagamento. Jake Valentine di GameZone appariva d'accordo, ritenendo che il sistema dell'esperienza rappresentasse una risorsa dallo scarso valore e che il gioco spronasse eccessivamente i giocatori a sborsare soldi veri per risultare competitivi.
Vanguard Games e 343 Industries hanno annunciato un sequel di Halo: Spartan Assault, Halo: Spartan Strike alla fine del 2014. Il prodotto divenne disponibile per il download digitale per dispositivi Windows e Steam nel 2015.